# Наусика от Долината на вятъра
„Наусика от Долината на вятъра“ (на японски: 風の谷のナウシカ) е японски аниме фентъзи постапокалиптичен фантастичен филм от 1984 година на режисьора Хаяо Миадзаки, базиран на неговата едноименна манга.

## Сюжет
Действието се развива в постапокалиптичен свят, в който голяма част от света е покрита от джунгла, обитавана от агресивни и опасни мутанти. В центъра на сюжета е малка миролюбива общност, която попада в центъра на конфликта между две враждуващи царства, опитващи се да възстановят древно свръхоръжие, за да го използват срещу мутантите.

## Персонажи
- Наусика – Суми Симамото
- Мастер Юпа – Горо Ная
- Княз Джил – Махито Цуджимура
- Асбел – Йоджи Мацуда
- Лейди Кушана – Йошико Сакакибара
- Куротава – Иемаса Каюми
- Мито – Итиро Нагаи
- Ластел – Миина Томинага

## Музиката
Музика за филма била написана от Джо Хисаиши.
Списък на композиции:
1. Kaze no Tani no Naushika (Opening)(Nausicaä of the Valley of Wind (Opening)) – 4:39
2. Ohmu no Bousou (An Ohmu Stampede) – 2:35
3. Kaze no Tani (The Valley of Wind) – 3:14
4. Mushi Mezuru Hime (The Princess Who Loves Insects) – 3:12
5. Kushana no Shinryaku (Kushana's Invasion) – 3:29
6. Sentou (Battle) – 3:11
7. Ohmu to no Kouryuu (Interchange with the Ohmu) – 1:39
8. Fukai nite (In the Sea of Corruption) – 2:33
9. Pejite no Zenmetsu (Annihilation of Pejite) – 3:51
10. Mehve to Korubetto no Tatakai (A Battle Between Mehve and Corvette) – 1:17
11. Yomigaeru Kyoshinhei (The Resurrection of the God Warrior) – 3:29
12. Naushika · Rekuiemu (Nausicaä · Requiem) – 2:55
13. Tori no Hito (Ending) (Bird Person (Ending)) – 3:48

## Награди и номинации
- 1984: „Anime Grand Prix“.
- 1985: „Fantafestival“, „Kinema Junpo Awards“, „Mainichi Film Awards“.